# Literaturverfilmung
Eine Literaturverfilmung, von der Literatur detaillierter als Filmadaption betrachtet, ist die Umsetzung einer literarischen Vorlage im Medium Film. Dabei kann die Ausgangsbasis sowohl eine Kurzgeschichte, eine Erzählung oder ein Roman, aber auch ein Drama sein. Heute wird der Begriff größtenteils nur noch im engsten Sinne für Verfilmungen, deren literarischen Vorlagen ein anerkannt hoher Rang (siehe Bildungskanon) beigemessen wird, verwendet, obwohl weiterhin auch viele andere Filme auf vorher veröffentlichten Texten basieren.

## Geschichte
Viele der frühesten Spielhandlungen von Filmen entstammten Vorlagen aus der Literatur, namentlich Klassikern der Weltliteratur. Dazu wurden aufgrund der technischen Beschränkungen einzelne Episoden ausgewählt und dramatisch umgesetzt. So drehte Louis Jean Lumière mit Faust (1896) ein illustratives Exzerpt aus dem Fauststoff, Edwin S. Porter mit Onkel Toms Hütte (1902, nach dem gleichnamigen Roman von Harriet Beecher Stowe) und Georges Méliès mit Die Reise zum Mond (1902, nach Jules Verne) tableauhafte Episoden aus den Vorlagen ohne deutlichen erzählerischen Zusammenhang. Werktreue Adaptionen von Klassikern gehören meistens auch dem Genre des Historien- und Kostümfilms an.
Die Bestrebungen des Film d’Art, die Filmkunst aufzuwerten, führten zu den ersten ernsthaften Versuchen, Literatur zu verfilmen. Vor allem Theaterstücke von Émile Zola oder Victor Hugo fanden im ersten Jahrzehnt des 20. Jahrhunderts ihre filmische Umsetzung. In Italien zog der Peplum-Monumentalfilm seine künstlerische Rechtfertigung aus literarischen Stoffen; so entstand Quo Vadis (1912) nach dem gleichnamigen Roman von Henryk Sienkiewicz und Cabiria (1914) nach Texten von Gabriele D’Annunzio. Bald fanden auch Kriminalromane und Fortsetzungsgeschichten wie Fantômas (Verfilmungen seit 1913) ihren Weg ins Kino. Louis Feuillade kehrte das Konzept der Literaturverfilmung um, er schuf sogenannte Ciné-romans; Romane, die auf Filmhandlungen beruhten.
Der Begriff Literaturverfilmung ist schwer zu definieren: So bildeten beispielsweise im klassischen Hollywood viele Kurzgeschichten aus Zeitungen und Zeitschriften eine Filmgrundlage, diese besaßen aber kaum einen literarischen Rang oder Bekanntheitsgrad. Dementsprechend wurden sie nur als Stofflieferant gesehen und frei bearbeitet. Eine engere Definition, die heute gebräuchlicher ist, bezeichnet hauptsächlich Filme als Literaturverfilmungen, die ihrer Vorlage gerecht werden wollen. Dabei handelt es sich oftmals um beliebte oder angesehene Werke, die adaptiert werden. Eine extrem enge Definition des Wortes Literaturverfilmung geht von der Intention des Regisseurs aus, dass der Zuschauer bereits das literarische Werk gelesen haben und somit die Umformung aktiv begleiten kann.
Literaturverfilmungen bekannter Stoffe sind heute sehr häufig und werden beinahe automatisch bei einem Bucherfolg erwartet. Dennoch wird sowohl in der Literaturwissenschaft als auch in der Filmwissenschaft die Literaturverfilmung zum Teil immer noch skeptisch gesehen. Befürchten Filmwissenschaftler, dass durch diese der Rang des Filmes als eigenständige und respektierte Kunstform wieder gefährdet wird, sehen Literaturwissenschaftler solche Verfilmungen oft als Werke aus zweiter Hand und beurteilen Veränderungen zum Original manchmal ungnädig.

## Inszenatorische Umsetzung
Der imaginative Charakter des literarischen Textes muss bei der Literaturverfilmung mit filmischen Mitteln in die Visualität umgesetzt werden. Ton und Musik, Filmschnitt und Cadrage ersetzen das geschriebene Wort; daher verändert die Literaturverfilmung die Vorlage nach filmischen Bedürfnissen, kürzt und verdichtet oder erweitert nach visuellen Gesichtspunkten. Etwa muss der Ausdruck von Gefühlen, der in der Literatur durch die erzählerische Innenwahrnehmung der Figuren erreicht wird, im Film in Körpersprache und Handlung umgesetzt werden, tendenziell also die Erzählform in eine objektivere Außenperspektive verlagert werden. Die Umgebungswelt, die im literarischen Kontext ausgeblendet werden kann, ist im Film zwangsläufig Teil der Narration, was den Charakter des Vorlagewerks unter Umständen deutlich verändert. Der filmische Erzählrhythmus zwingt oft dazu, literarische Abschweifungen und Nebenhandlungen auszublenden; Nebenfiguren bleiben oft skizzenhaft, um einen der Vorlage angemessenen Fokus auf die Hauptfiguren zu legen. Das Kieler Lexikon der Filmbegriffe merkt an, dass es in der Verfilmung weniger Dialoge, dafür mehr Ort- und Zeitsprünge gibt als in der literarischen Vorlage. Am schwierigsten ist es laut dem Lexikon, Besonderheiten der Erzählerrede wie beispielsweise unzuverlässiges Erzählen im Film angemessen umzusetzen.